# Детските години на Багров-внук
„Детските години на Багров-внук, служещи като продължение на „Семейна хроника“ (на руски: Детские годы Багрова-внука, служащие продолжением „Семейной хроники“) е повест на руския писател Сергей Аксаков, издадена през 1858 година.
Той е втората част на автобиографичната трилогия, включваща още „Семейна хроника“ и „Спомени“. Сюжетът е базиран на спомените на Аксаков от детството му в Уфа и семейните имения в региони в периода 1794 – 1801 година. В съдържанието на книгата е вградена и приказката „Аленото цвете“, която понякога е издавана и самостоятелно.